# Pantanal (1990)
Pantanal é uma telenovela brasileira exibida pela Rede Manchete de 27 de março a 11 de dezembro de 1990 em 216 capítulos. Sucedeu Kananga do Japão e antecedeu A História de Ana Raio e Zé Trovão. Escrita por Benedito Ruy Barbosa, tem direção de Carlos Magalhães, Roberto Naar e Marcelo de Barreto e direção geral de Jayme Monjardim.
Em 2016, a revista Veja elegeu Pantanal a quarta melhor novela da televisão brasileira, atrás de Roque Santeiro (1985–86), na terceira posição, e de Vale Tudo (1988–89) e Avenida Brasil (2012), empatadas em primeiro lugar.
Conta com as atuações de Cláudio Marzo, Marcos Winter, Cristiana Oliveira, Jussara Freire, Marcos Palmeira, Luciene Adami, Ângela Leal, Ângelo Antônio, Giovanna Gold, Antônio Petrin e Paulo Gorgulho nos papéis principais.

## Produção
Durante anos, a novela ficou engavetada na Central Globo de Produções, chegando a entrar em pré-produção no final de 1984 para o horário das 18h, em substituição à novela Livre Para Voar, com o título de Amor Pantaneiro. Porém, a região do Pantanal estava em época de chuvas, o que inviabilizou a produção. Sendo assim, foi cancelada.
Em 1990, a Rede Manchete contrata seu escritor, Benedito Ruy Barbosa, que finalmente realiza seu sonho, obtendo estrondoso sucesso e superando a até então imbatível TV Globo. Além disso, a Manchete contrata também uma grande leva de atores globais, como Cláudio Marzo, Cássia Kiss, Nathália Timberg, entre outros, e a mistura com revelações da teledramaturgia brasileira, como Cristiana Oliveira e Marcos Winter.
Como é comum em novelas, o roteiro mudou no meio da trama. Ítala Nandi havia pedido ao autor uma licença para atuar num filme, e ele resolveu então matar a sua personagem, Madeleine, num acidente de avião. Já Almir Sater saiu para protagonizar Ana Raio e Zé Trovão. Adriana Esteves esteve cotada para o papel de Juma, assim como Deborah Bloch.
As filmagens da telenovela começaram em 15 de dezembro de 1989, e tinham 60% das filmagens no Pantanal e 40% em São Paulo e Rio de Janeiro. A grande maioria das cenas internas foram gravadas no estúdio localizado no bairro de Vista Alegre, na zona norte carioca. As cenas internas, casa de Zé Leôncio e casa de Tenório eram gravadas no Complexo de Água Grande, no bairro de Irajá, no Rio de Janeiro.

### Escolha do elenco
Inicialmente Glória Pires foi cotada para viver Juma Marruá, convidada por telefone pelo autor Benedito Ruy Barbosa, porém Cristiana Oliveira ficou com o papel, que se transformou no maior sucesso de sua carreira.
O personagem "Roberto", filho de Tenório, inicialmente seria gravado por Livingstone Trobilio, tido como um afilhado da então "primeira-dama" da Rede Manchete, Ana Bentes Bloch. Porém, por motivos de estudos, foi substituído por Eduardo Cardoso, que por sua vez desempenhou o personagem com mérito. Ambos estudavam na mesma escola na vida real.
Uma das integrantes do elenco não queria participar da trama: Carolina Ferraz só fez sua estreia em novelas após ser ameaçada de demissão. Àquela altura, Carolina apresentava o Programa de Domingo na Manchete, e afirmou mais tarde que não teve alternativa senão fazer Pantanal.
Primeira novela de Andréa Richa, Ângelo Antônio, Carolina Ferraz, Giovanna Gold, Ingra Lyberato, Leandra Leal e Luciene Adami.

### Os animais
Um animal bastante comentado na trama era a piranha. Na trama, as piranhas serviam para matar algumas personagens: comentava-se que as piranhas não deixavam rastro, pois atacavam em cardume, digeriam toda a carne e os ossos iam ao fundo do rio.
Um animal que também aparece na trama é a sucuri, contracenando com o Velho do Rio. A cobra, na verdade, era domesticada e chamava-se Rafaela. Por ser mais dócil, foi usada na novela para fazer as cenas mesmo quando representava uma jararaca ou outra espécie. Ela já carimbou presença na minissérie Mad Maria. Mascote do Instituto Vital Brazil, onde morou durante 30 anos, media 6 metros de comprimento e pesava 90 quilos. Morreu no dia 2 de julho de 2009, de causas naturais.
Durante a trama, Zé Leôncio e Tenório conversavam sobre a criação de jacarés, que, à época, era apenas um estudo de viabilidade. A intenção era criar os animais, abatendo certa parte para comercializar carne e couro e devolvendo o resto à natureza para o repovoamento, devido à ameaça de extinção. Na telenovela, o projeto fica só na conversa, mas por causa desse plano, o jacaré-do-pantanal está, atualmente, fora da lista dos animais ameaçados de extinção.
Em abril de 1990, durante uma externa à beira do Rio Negro, Sérgio Reis acabou ajudando Cristiana Oliveira a fugir do cerco de seis jacarés-de-papo-amarelo, que invadiram a gravação da telenovela.
Nas mudanças de cena, havia intervalos de tempo que mostravam belíssimas imagens do bioma brasileiro; todas as espécies da fauna pantaneira tiveram seus segundos de fama, exceto a onça-pintada, pois na verdade, a única onça que aparece foi claramente filmada num zoológico. O animal também apareceu em flashes quando Maria e Juma Marruá se metamorfoseavam em onça e na abertura da novela, mas percebe-se que o indivíduo não vivia livre na natureza, porque na época, o animal era caçado por ser considerado pelos criadores de gado, a principal causa de prejuízos financeiros, justamente por predar o gado doméstico da região. Ameaçada de extinção e arredia à presença humana, a espécie vivia escondida nas matas pela caça indiscriminada, o que dificultou o trabalho da equipe de filmagem da telenovela. Felizmente, a caça ao animal posteriormente foi proibida e muitos turistas vão atualmente ao Pantanal pela facilidade em encontrá-la. Mesmo assim, continua sendo uma espécie ameaçada de extinção.
Durante a trama, podemos observar uma consciência ecológica em relação à caça de animais. Joventino, pai de Zé Leôncio, sempre fora contra essa prática e ao reaparecer como o Velho do Rio, passa a proteger jacarés de coureiros e onças de fazendeiros. Zé Leôncio herdou-o de seu pai.
Na telenovela, houve dois enganos nas características físicas e comportamentais das duas principais espécies animais na trama: a sucuri e a onça-pintada. Com relação à cobra sucuri, a espécie foi confundida com a jararaca boca-de-sapo; já em relação à onça-pintada, o som emitido pela espécie foi confundido.
Em ambas as cenas em que a jararaca entra em ação, percebe-se claramente que quem dá o bote é uma sucuri e não uma boca-de-sapo. A sucuri possui uma cor escura, é grande e não tem glândulas de veneno; enquanto que a boca-de-sapo possui cor bege, é pequena e seu veneno é potente. Mas esse engano foi intencional, já que a jararaca tem uma excelente técnica de camuflagem contra os predadores, é difícil de ser avistada e, como eles tinham uma sucuri no elenco, usaram-na para fazer as cenas como se fosse uma jararaca boca-de-sapo.
Na telenovela, a onça-pintada assustava as personagens miando. Aí está o problema: a onça-pintada esturra e não mia. Apesar de pertencer à mesma família do gato doméstico, a onça não mia devido a diferenças nas cordas vocais; o esturro é mais grave, longo e potente do que o miado e é capaz de dar calafrios ao ser humano.

## Adaptação
Desde 2006, a TV Globo que já possui os direitos sobre Pantanal, estava inicialmente pensando em fazer uma adaptação em 2008, no horário das 18h, com o título de Amor Pantaneiro, vendo os bom índices de audiência de remakes anteriores de Benedito, como Cabocla (2004) e Sinhá Moça (2006), continuando a trilogia de novelas. Mas, em 2008, Silvio Santos levou ao ar no mesmo ano a reprise de Pantanal, no SBT. Em 2020, a TV Globo confirmou que fará um remake de Pantanal para o ano de 2021, por conta dos focos de queimada na região, para o horário das 21h, com o próprio texto original da novela, mas com algumas adaptações, sob a autoria de Bruno Barbosa Luperi, seu neto, com quem já havia trabalhado na produção de Velho Chico em 2016; a nova versão contará com a direção artística de Rogério Gomes e com Marcos Palmeira, intérprete de Tadeu na versão original, como José Leôncio (papel de Cláudio Marzo em 1990), enquanto que a icônica personagem, Juma Marruá, que foi vivida por Cristiana Oliveira será interpretada na nova versão por Alanis Guillen. A novela teve como uma das locações a mesma fazenda que serviu de cenário na gravação original, a fazenda Rio Negro, em Aquidauana-MS. O remake, que estava programado para 2021, teve sua estreia adiada para 2022 por conta do agravamento da pandemia de COVID-19.

## Enredo
Pantanal conta a história de Zé Leôncio (Paulo Gorgulho/Cláudio Marzo), um peão de comitiva que chegou com o pai, Joventino (Cláudio Marzo) ao Pantanal, onde compraram uma fazenda e começaram a criar gado de corte. José Leôncio e seu pai caçavam marruás, um tipo de boi selvagem que vivia solto pelas matas da região, aumentando, assim, o rebanho na fazenda. Um certo dia, Zé Leôncio viajou com os peões em comitiva e pediu a que seu pai não fosse caçar marruá sozinho. Entretanto, o velho Joventino acabou por ir caçar e desapareceu na imensidão do Pantanal. Zé Leôncio voltou de viagem e procurou pelo pai sem sucesso. Nesse dia, prometeu que ia trazer um marruá no laço todos os dias, só para ter a esperança de encontrar o pai.
Passado algum tempo, Zé Leôncio, já um fazendeiro rico, vai ao Rio de Janeiro cobrar uma dívida e conhece a fútil e mimada Madeleine (Ingra Lyberato/ Ittala Nandi). A família de Madeleine era da classe alta carioca, porém seu pai, Antero (Sérgio Britto) é viciado em jogo, acabando aos poucos com o status da família e deixando-os perto da falência. Antero acaba aceitando que Zé Leôncio se case com sua filha, recebendo dele um bom dinheiro para tentar resgatar o que perdeu, enquanto Zé a leva ao Pantanal e a engravida. Mulher da cidade grande, Madeleine não se adapta ao mundo rural, à rude vida pantaneira e à rotina de peão do marido. Durante uma das viagens de Zé Leôncio em comitiva, levando gado à venda, ela foge com o amigo Gustavo (José de Abreu), que a vai buscar no Pantanal, e o filho de poucos dias para a cidade do Rio de Janeiro.
Amargurado, Zé Leôncio tenta em vão recuperar o menino, que acabara de nascer, mas acaba concordando em deixá-lo com a mãe na cidade grande. Passa a viver então com Filó (Tânia Alves/Jussara Freire), sua empregada, que já tinha um filho, Tadeu (Marcos Palmeira). Ele reconhece Tadeu como seu afilhado, considerando-o seu filho. Vinte anos depois, o filho legítimo, Joventino Neto (Marcos Winter), o Jove, finalmente decide por ir conhecer o pai. Mas o choque cultural é grande e os dois têm sérias dificuldades para se entender.
Sentindo-se rejeitado pelo pai, que acha que o filho é afeminado, e ridicularizado pelos peões por causa de seu jeito de moço da cidade, Jove decide retornar ao Rio, mas leva consigo Juma Marruá (Cristiana Oliveira), moça criada como selvagem pela mãe (Cássia Kis) até a morte dessa, assassinada por encomenda numa trama paralela de vingança entre posseiros de terras e vítimas de grilagem, fatos esses ocorridos no início da novela na cidade de Sarandi, no estado do Paraná. Tal como a mãe, comenta-se no Pantanal que Juma se transforma em onça-pintada quando se sente ameaçada. Passado um tempo no Rio, onde o choque cultural é agora sofrido por Juma, Jove retorna ao Pantanal para não ter que se separar de sua amada "onça". Desta vez, ele está disposto a se adaptar ao estilo de vida local. Jove começa a se acertar com o pai e com Juma e vai aos poucos transformando-se num autêntico peão pantaneiro, surpreendendo a todos continuamente.
A história tem ainda um lado sobrenatural, baseado no fascinante folclore da região pantaneira: os principais personagens, com exceção de Zé Leôncio, frequentemente se deparam com uma figura conhecida como "O Velho do Rio", um curandeiro idoso que cuida das pessoas atacadas pela jararaca boca-de-sapo, uma cobra venenosa, ou que simplesmente se perdem na extensão do Pantanal. Todos comentam que o Velho do Rio é o pai de todas as sucuris, que ele se transforma em sucuri, também sendo ele a maior de todas. O povo acredita que "O Velho do Rio" seja o pai de Zé Leôncio, o desaparecido peão Joventino, de quem o neto, Jove, herdou o nome. Além do Velho do Rio e da história de Juma, uma terceira trama sobrenatural enriquece a novela: a figura do misterioso peão Trindade (Almir Sater), que teria um pacto com o diabo, ou seria ele próprio a encarnação do diabo.
Há ainda a história de Maria Rute (Andréa Richa), que chegou às terras do Pantanal para vingar a morte do pai, assassinado pelo pai de Juma. Fazendo-se passar por muda e ganhando esse apelido, ela vai aos poucos conquistando a confiança de Juma e passa a morar com ela na tapera dos Marruá, ficando dividida entre a vingança e a amizade que passa a nutrir pela "onça". A Muda acaba conquistando o coração do peão Tibério (Sérgio Reis), braço direito de Zé Leôncio, mas também o de Levi (Rômulo Arantes, peão mau-caráter e obcecado por ela.
No decorrer da trama, Zé Leôncio descobre a existência dum terceiro filho seu, na verdade o primeiro dos três: o caminhoneiro José Lucas de Nada (Paulo Gorgulho), fruto de sua primeira experiência sexual, tida com a prostituta Generosa (Kátia D'Angelo) num prostíbulo de Goiás, aonde fora levado pelo pai ao completar quinze anos de idade a fim de "mostrar que era macho". O sobrenome de Zé Lucas é De Nada, pois o mesmo não tinha pai para dar-lhe um sobrenome. Assim que Zé Leôncio o reconhece como filho, passa a chamar-se José Lucas Leôncio.
A saga da família Leôncio inclui, finalmente, o complicado relacionamento com o fazendeiro vizinho, Tenório (Antônio Petrin). Casado com a submissa Maria (Ângela Leal), a quem apelidou pejorativamente de "Maria Bruaca" e com quem teve uma filha, a despudorada Guta (Luciene Adami) – que adora desafiar as ordens do pai –, seu passado como grileiro de terras liga-o às tragédias familiares de Juma e Muda. O mau-caratismo deste e sua inclinação a vinganças covardes colocarão em risco em diversas circunstâncias a família de Zé Leôncio. O vilão possui uma outra família na cidade de São Paulo, formada por Zuleika (Rosamaria Murtinho) e seus filhos Marcelo (Tarcísio Filho), Renato (Ernesto Piccolo) e Roberto (Eduardo Cardoso). Após descobrir esse fato, Maria passa a desafiar o marido e inicia um tórrido caso de amor com o peão Alcides (Ângelo Antônio), empregado da fazenda e uma das muitas pessoas que querem vingança contra Tenório. Quem também sofre ao descobrir a segunda família do pai é a sensual Guta, que após se envolver com Jove e Tadeu, apaixonou-se por Marcelo, sofrendo ao descobrir que se envolveu com seu provável irmão.

## Elenco
| Intérprete                   | Personagem                                         |
| ---------------------------- | -------------------------------------------------- |
| Cláudio Marzo                | José Leôncio (Zé Leôncio)                          |
| Cláudio Marzo                | Joventino Leôncio / Velho do Rio                   |
| Marcos Winter                | Joventino Leôncio Neto (Jove)                      |
| Cristiana Oliveira           | Juma Marruá                                        |
| Paulo Gorgulho               | José Lucas Leôncio / José Lucas de Nada (Zé Lucas) |
| Paulo Gorgulho               | Zé Leôncio (jovem)                                 |
| Marcos Palmeira              | Tadeu Aparecido Leôncio                            |
| Jussara Freire               | Filomena Aparecida (Filó)                          |
| Elaine Cristina              | Irma Braga Novaes                                  |
| Ângela Leal                  | Maria Nogueira (Maria Bruaca)                      |
| Antônio Petrin               | Tenório Nogueira                                   |
| Luciene Adami                | Maria Augusta Nogueira (Guta)                      |
| Ítala Nandi                  | Madeleine Braga Novaes                             |
| Almir Sater                  | Xeréu Trindade (Trindade)                          |
| Ângelo Antônio               | Alcides                                            |
| Nathalia Timberg             | Mariana Braga Novaes                               |
| Giovanna Gold                | Josefa Gianne (Zef)                                |
| Rosamaria Murtinho           | Zuleika Nogueira                                   |
| Sérgio Reis                  | Tibério                                            |
| Andréa Richa                 | Maria Rute (Muda)                                  |
| Tarcísio Filho               | Marcelo Nogueira                                   |
| Ernesto Piccolo              | Renato Nogueira (Reno)                             |
| Rômulo Arantes               | Levi                                               |
| João Alberto Pinheiro        | Zaqueu                                             |
| Eduardo Cardoso              | Roberto Nogueira (Beto)                            |
| Ivan de Almeida              | Orlando da Chalana                                 |
| José de Abreu                | Gustavo                                            |
| Flávia Monteiro              | Nalva (Nalvinha)                                   |
| Júlio Levy                   | Davi                                               |
| Gláucia Rodrigues            | Matilde                                            |
| Lana Francis                 | Teca                                               |
| Luiz Henrique Sant'Agostinho | Ari                                                |

### Participações especiais
| Ator                     | Personagem                                             |
| ------------------------ | ------------------------------------------------------ |
| Cássia Kiss              | Maria Marruá                                           |
| Sérgio Britto            | Antero Novaes                                          |
| Marcos Caruso            | Tião                                                   |
| Ewerton de Castro        | Quim                                                   |
| José Dumont              | Gil Marruá                                             |
| Oswaldo Loureiro         | Chico Taxista                                          |
| Sérgio Mamberti          | Dr. Arnaud                                             |
| Ingra Liberato           | Madeleine (jovem)                                      |
| Carolina Ferraz          | Irma (jovem)                                           |
| Tânia Alves              | Filó (jovem)                                           |
| Regina Dourado           | Olga                                                   |
| Antônio Pitanga          | Túlio                                                  |
| Buza Ferraz              | Grego                                                  |
| Carlos Gregório          | Expedito                                               |
| Enrique Diaz             | Chico Marruá                                           |
| Alexandre Lippiani       | Raimundo                                               |
| Haroldo Costa            | Padre Antônio                                          |
| Jitman Vibranovski       | Delegado Márcio de Sarandi                             |
| Andréa Cavalcanti        | Celina                                                 |
| Geisa Gama               | Gorda                                                  |
| Kátia D'Angelo           | Generosa                                               |
| Xandó Batista            | Vigário                                                |
| Rubens Corrêa            | Deputado Ibrahim Chaguri                               |
| Gisela Reimann           | Érica Chaguri                                          |
| José Rodrigues Pereira   | Barra Mansa                                            |
| Antônio Gonzalez         | Bruno                                                  |
| Fausto Ferrari           | Teodoro                                                |
| Jairo Lourenço           | Otávio                                                 |
| Silvio Pozatto           | Rubem                                                  |
| Rose Abdallah            | Myriam                                                 |
| Ibañez Filho             | caminhoneiro                                           |
| Valter Santos            | jagunço                                                |
| Kito Junqueira           | jagunço                                                |
| Totia Meirelles          | vedete                                                 |
| Jece Valadão             | coureiro                                               |
| Giuseppe Oristânio       | paraquedista                                           |
| Fátima Freire            | amiga de Generosa                                      |
| Luiz Armando Queiroz     | dono do Frigorífico Carioca                            |
| Jofre Soares             | padre no último capítulo                               |
| Maurício do Valle        | caseiro de uma das fazendas de Zé Leôncio              |
| Zaira Zambelli           | prostituta que rouba o caminhão de Zé Lucas            |
| Thiago Frota             | Joventino (jovem)                                      |
| Paulão                   | Zé Leôncio (criança)                                   |
| Renan Itaborahy Cabizuca | Jove (criança)                                         |
| Shirley Canoletti        | Juma (criança)                                         |
| Christian Lima           | Zé Lucas (criança)                                     |
| Leandra Leal             | Maria Marruá Leôncio                                   |
| Fernando Borsato         | Antero Novaes Leôncio                                  |
| Márcio Ehlich            | (piloto que morreu com Madeleine no desastre de avião) |
| Zé Capeta                | ele mesmo                                              |

## Audiência
Pantanal estreou com 7 pontos de média. A Globo exibia em seu horário das oito da noite a novela Rainha da Sucata e Pantanal entrava no ar, na TV Manchete, imediatamente depois, às 21h30. Durante os vinte primeiros capítulos, ao competir diretamente com a linha de shows da Globo, Pantanal rapidamente atingia picos de 30 pontos, fechando sempre com média superior aos 20 pontos na Grande São Paulo. A partir da quarta semana, a novela passou a superar a TV Globo todos os dias na audiência. Isso fez a emissora esticar Rainha da Sucata para que os telespectadores não mudassem de canal, e lançar uma novela com os maiores nomes da casa (Araponga) para competir no mesmo horário, cancelando boa parte da linha de shows, tirando do ar programas consagrados como o TV Pirata.
Seu último capítulo registrou 31 pontos na Grande São Paulo, um pouco mais que a Globo, que registrou 21 no horário. Teve média geral de 22 pontos, a maior da história da dramaturgia da Rede Manchete, entrando para a história da televisão brasileira como a única telenovela a bater a TV Globo quase que do começo ao fim, bem como a primeira desde a TV Tupi a ultrapassar frequentemente a marca de 40 pontos de audiência fora da Globo. Porém, ao contrário do que é dito, Pantanal jamais chegou a superar Rainha da Sucata, e sim superava a linha de shows da Globo e posteriormente Araponga.

## Abertura

### Original
A exibição original da novela contém duas versões em vinhetas de abertura. Além de imagens do Pantanal ambos estrelavam a apresentadora de TV Nani Venâncio (na época como modelo), que aparecia nua e se transformava em onça.

## Reprises

Logomarca da novela Pantanal no SBT.

Pantanal foi reexibida em duas ocasiões: às 19h30, de 17 de junho de 1991 a 18 de janeiro de 1992.
Foi reprisada na íntegra, de 26 de outubro de 1998 a 14 de julho de 1999. Essa segunda reexibição tem uma particularidade interessante: entrou no ar em substituição à novela Brida, que acabou com os recursos da emissora. A Rede Manchete acabou sendo vendida pouco depois da reestreia de Pantanal. Sendo assim, essa reprise foi concluída pela TV!.
Foi reapresentada na íntegra pelo SBT de 9 de junho de 2008 a 13 de janeiro de 2009, às 22h, em 187 capítulos, como sua "arma secreta" para a programação, alcançando a liderança no horário. Nesta reexibição foi apresentada na íntegra de segunda a sábado, ou seja, o SBT conseguiu apresentá-la completa em 187 capítulos, uma vez que, no seu início, o SBT apresentava três capítulos completos em um, apresentando a novela em full time. Também foi criada uma nova abertura, em que aparecia nua a modelo Glenda Santos.
A exibição pelo SBT foi viabilizada através da compra das fitas da novela de um empresário, que as adquiriu num leilão da massa falida da Manchete. A TV Globo contestou a reexibição, pois detinha os direitos do texto e das imagens, adquiridas do autor Benedito Ruy Barbosa. Em primeira instância, o SBT foi condenado por agir de má-fé por ter reprisado a trama, e também foi proibido de reprisá-la novamente. Porém, após recurso da decisão em 2014, venceu em segunda instância, e Ruy Barbosa anunciou que desistiria do processo, mas isso não ocorreu. No entanto, em 2016, a Terceira Turma do Superior Tribunal de Justiça decidiu em favor do autor, uma vez que não houve "consulta prévia ou qualquer tipo de movimentação por parte do SBT para conciliação ou compra dos textos". E assim o processo entrou em discussão financeira, com os advogados de Benedito Ruy Barbosa estipulando R$ 100 milhões por danos morais e profissionais. Após a emissora entrar com novo recurso, a Justiça decidiu pela diminuição do valor de danos morais, fixando em R$ 250.000 e, insatisfeito com o valor por achar "ínfimo e irrisório", Ruy Barbosa entrou com outro recurso requerendo participação dos lucros da reexibição, que foi rejeitado pelo presidente do STJ em 2021, considerando que a emissora havia adquirido legalmente a obra da massa falida da Manchete e pagou por ela, decidindo que o autor possuía direito apenas a indenização por danos morais.

## Trilha sonora

### Volume 1
Capa: Cristiana Oliveira
- "No Mundo dos Sonhos (Pepperland)" — Robertinho do Recife
- "Quem Saberia Perder" — Ivan Lins
- "Apaixonada" — Simone
- "Divinamente Nua a Lua" — Orlando Morais
- "Amor Selvagem" — Marcus Viana
- "Estrela Natureza" — Sá & Guarabira
- "Pantanal" (Primeira Versão) — Sagrado Coração da Terra
- "Memória da Pele" — João Bosco
- "Castigo" — Leo Gandelman
- "Um Violeiro Toca" — Almir Sater
- "Triste Berrante" — Solange Maria e Adauto Santos
- "Comitiva Esperança" — Sérgio Reis

### Volume 2
Capa: Luciene Adami
- "Tocando em Frente" — Maria Bethânia
- "Meu Coração" — João Caetano
- "Cantar" — Sílvia Patrícia e Caetano Veloso
- "Reino das Águas" — Marcus Viana
- "Chalana" — Almir Sater
- "Pantanal" — Sagrado Coração da Terra
- "Saudade" — Renato Teixeira
- "A Glória das Manhãs" — Sagrado Coração da Terra
- "Garça Branca" — Cláudio Nucci
- "Paz" — Sagrado Coração da Terra
- "Peão Boiadeiro" — Sérgio Reis
- "Espírito da Terra" — Marcus Viana
- "Noite" — Marcus Viana

### O Melhor do Pantanal
CD lançado durante a reexibição pelo SBT, um misto entre os CDs lançados pela Manchete.
- "Pantanal (abertura)" — Marcus Viana
- "Estrela Natureza" — Sá & Guarabira
- "Espírito da Terra" — Marcus Viana
- "Chalana" — Almir Sater
- "Peão Boiadeiro" — Sérgio Reis
- "Memória da Pele" — João Bosco
- "Tocando em Frente" — Maria Bethânia
- "Amor Selvagem" — Marcus Viana
- "Comitiva Esperança" — Sérgio Reis e Almir Sater
- "Reino das Águas" — Marcus Viana
- "Triste Berrante" — Solange Maria e Adauto Santos
- "Um Violeiro Toca" — Almir Sater
- "Noite" — Marcus Viana
- "Pantanal" — Sagrado Coração da Terra

### Pantanal: Suíte Sinfônica
Músicas compostas e regidas por "Marcus Viana".
- "Pantanal (abertura)"
- "Pulsações da Vida"
- "Espírito da Terra"
- "Onça Pintada"
- "Noite"
- "Reino das Águas"
- "Paz"
- "Respiração da Floresta"
- "A Glória das Manhãs"
- "Sinfonia"

## Prêmios e indicações
A novela foi um sucesso na época e ganhou vários prêmios:
APCA (1990):
- Melhor Novela
- Melhor Atriz — Jussara Freire
- Melhor Ator — Cláudio Marzo
- Revelação Masculina — Ângelo Antônio
- Melhor Diretor — Jayme Monjardim

Troféu Imprensa (1990):
- Melhor Novela
- Melhor Atriz — Jussara Freire
- Melhor Ator — Cláudio Marzo
- Revelação do Ano — Cristiana Oliveira